# Nordturm (Mont-Saint-Michel)

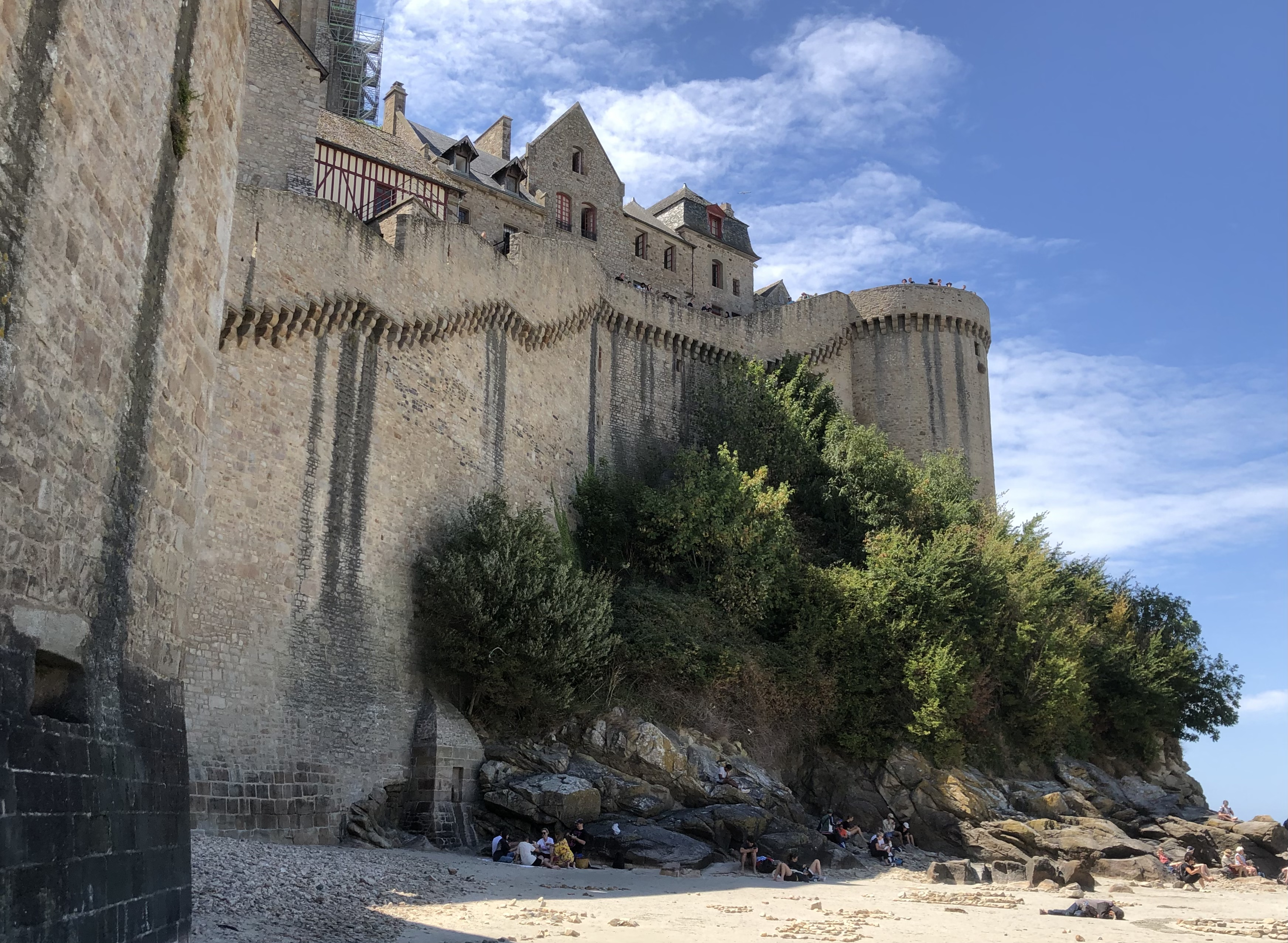
Nordturm, Blick von Osten (Nordturm rechts), 2022

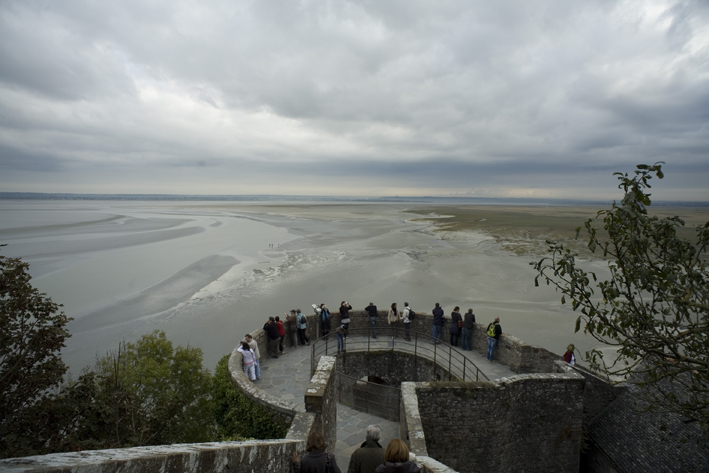
Blick von Westen 2009

Der Nordturm (französisch Tour du Nord) ist ein Turm der Stadtbefestigung Mont-Saint-Michel in der Gemeinde Le Mont-Saint-Michel in Frankreich.
Der Turm befindet sich am nördlichen Ende des Mont Saint-Michel. Südöstlich steht der Turm Boucle, südwestlich der Turm Claudine.
Der hohe Turm entstand im 13. Jahrhundert mit rundem Grundriss auf einem Felsvorsprung. Er ist der höchste Turm der Stadtbefestigung von Mont-Saint-Michel.